# دان حبيب

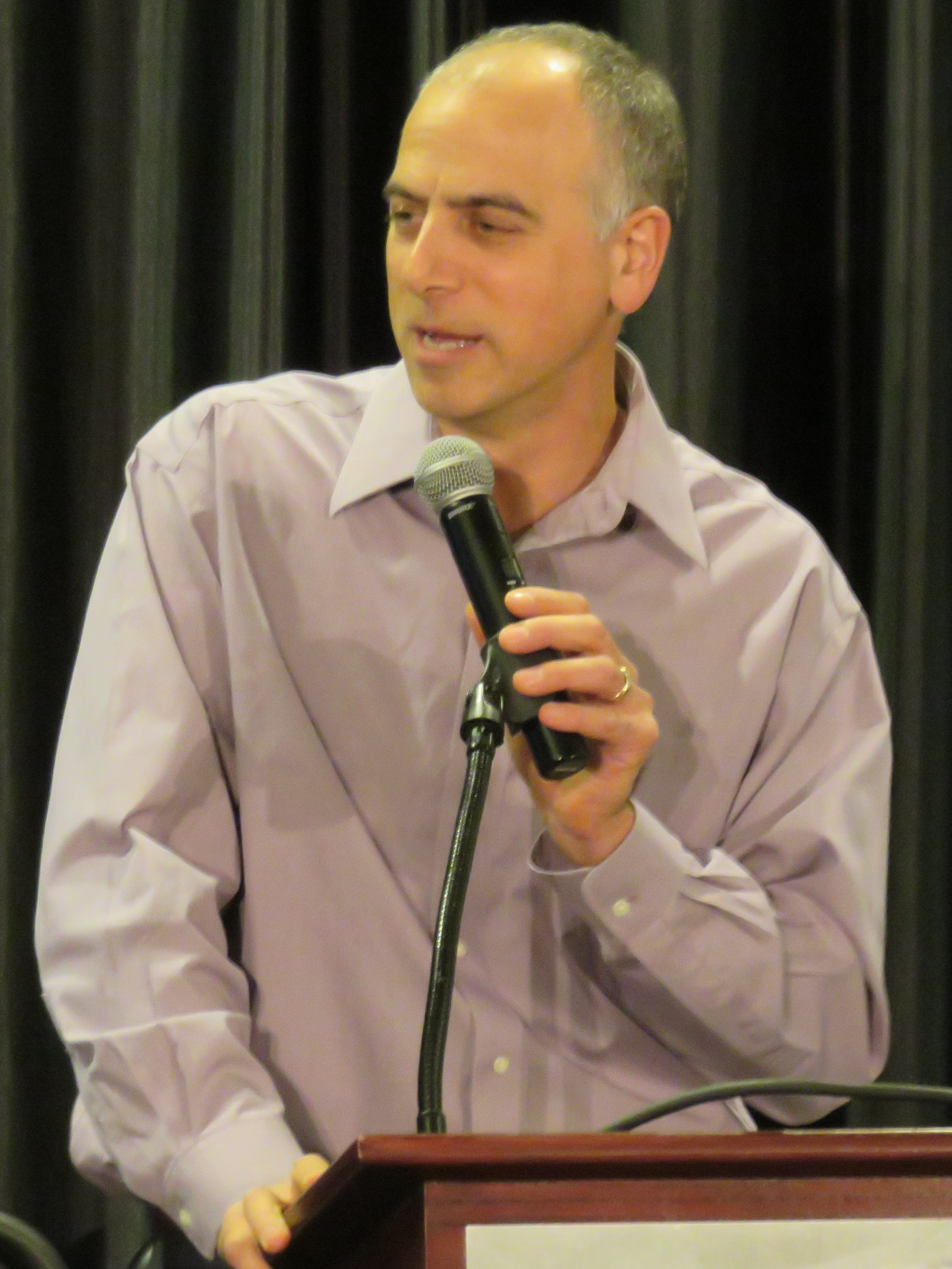
دان حبيب يلقي كلمته في المؤتمر السنوي للذكرى الأربعين لتأسيس تاش، بورتلاند، أوريغون، 3 ديسمبر 2015.

دان حبيب هو مخرج ومنتج ومصور سينمائي أمريكي للأفلام الوثائقية ومقره في كونكورد، نيو هامبشاير. تشمل أفلامه الحائزة على جوائز حول مواضيع تتعلق بالإعاقة فيلم من يهتم بكيلسي؟ بما في ذلك صموئيل، حياة ذكية، ضبط النفس والعزلة: استمع إلى قصصنا، والعديد من الأفلام الوثائقية القصيرة. تم ترشيح أفلامه لجائزة إيمي، وتم ترجمتها إلى 17 لغة، وتم استخدامها في جميع أنحاء العالم لدعم التعليم الشامل وحقوق ذوي الإعاقة. أحدث فيلم وثائقي قصير لحبيب، خارطة طريقي للإعاقة، من إخراجه بالاشتراك مع ابنه صموئيل حبيب. تم عرض الفيلم لأول مرة عالميًا في مهرجان هوت دوكس الكندي الدولي للأفلام الوثائقية في الأول من مايو 2022، وتم بثه كجزء من سلسلة نيويروك تايمز مستندات العمليات. يتكون الفيلم من مقابلات بين صموئيل ونشطاء بارزين في مجال الإعاقة في جميع أنحاء الولايات المتحدة، كما يُظهر أيضًا بعض التحديات التي واجهها آل حبيب في السفر إلى تلك المواقع. ويناقش الفيلم أيضًا اهتمام صموئيل بالمواعدة كشخص من ذوي الإعاقة.
بدأ حبيب مسيرته المهنية كمحرر صور في صحيفة كونكورد مونيتور، قبل أن ينخرط في نشاط حقوق ذوي الإعاقة. في عام 2014، تم تعيينه عضوًا في اللجنة الرئاسية للأشخاص ذوي الإعاقات الذهنية من قبل إدارة أوباما. تشمل الجوائز والأوسمة التي حصل عليها حبيب جائزة العدالة للجميع من الجمعية الأمريكية للأشخاص ذوي الإعاقة في عام 2013 وجائزة بطل حقوق الإنسان والحقوق المدنية من الجمعية الوطنية للتعليم (نيو هامبشاير) في عام 2012.

## فهرس
Guerra، Cristela (9 مايو 2018). "Documentary by NH Filmmaker Dan Habib Redefines what it Means to be Intelligent". Boston Globe. مؤرشف من الأصل في 2018-05-11.